# Терафим
Терафим (ивр. תְּרָפִים‎ trafím; др.-греч. θεραφιν, лат. therafin) — в Древнем Израиле название родовых антропоморфных идолов (фигурки-фетиши), почитавшихся домашними божествами (аналог пенатов). Представляли собой небольшие грубо сделанные статуэтки.

## Этимология
В слове можно выделить окончание множественного числа -im и корень t-r-f.
Этимология слова терафим спорна: одна группа ученых считает, что оно родственно арабскому корню t-r-f (ترف) со значением «дарить благо и изобилие»; другая — что его можно перевести с арабского как «мерзость»; третья — что оно происходит от арабского слова «маска»; четвёртая полагает, что его основу составляет хеттское слово со значением «злой дух», «демон», tarpiš (эту гипотезу разделяли, в частности, Бенно Ландсбергер и позднее Гарри Хоффнер).

## Библейские упоминания
В Библии впервые терафимы (в синодальном переводе, в Вульгате и Септуагинте идолы — (лат. idola; греч. εἴδωλα) появляются в связи с Рахилью. Она забирает их из дома отца своего Лавана Арамеянина в Месопотамии (Быт. 31:19), из чего обычно делается вывод, что культ терафимов попал к израильтянам от арамеев. Рахиль прячет терафимов под седлом верблюда (Быт. 31:34), что указывает на их компактные размеры, напоминающие куклу. После прибытия в Ханаан Иаков приказал домашним своим оставить все предметы суеверия, в том числе и похищенных Рахилью терафимов («богов чужих»): они были закопаны под дубом близ Сихема (Быт. 35:4).
Культ терафимов сохранился у халдеев в более позднее время — к ним обращались, чтобы узнать будущее (Иез. 21:21). Во времена судей упоминается о практике создания терафимов в израильской среде (Суд. 17:5), что, впрочем, не мешало евреям почитать единого Бога Яхве. Пытался бороться с терафимами самарийский пророк Осия (Ос. 3:4) и иудейский царь Иосия (4Цар. 23:24), но культ терафимов как предсказателей будущего сохранялся у евреев вплоть до времени пророка Захарии (Зах. 10:2), то есть до времени возвращения из Вавилонского плена и формирования ветхозаветного канона.